# Wyklęty (powieść)
Wyklęty (ang. The Pariah) – powieść z gatunku horroru autorstwa Grahama Mastertona, wydana w 1983 roku.
Wyklęty opowiada historię Johna Trentona, człowieka, który właśnie stracił żonę. Będąca w ciąży żona Johna, Jane, ginie w wypadku samochodowym. Po powrocie do domu John zaczyna słyszeć szepty. Za kilka dni ginie jego znajoma, która twierdziła, że sama słyszy głosy. Zostaje nabita na żyrandol. John zaczyna widzieć duchy. Duch Jane próbuje zabrać go do siebie, ale może to zrobić tylko ostatni zmarły krewny Johna, a jest nim jego nigdy nienarodzony syn. Dzięki temu John jest bezpieczny. Do czasu, gdy kupuje obraz przedstawiający statek. Okazuje się, że obraz przedstawia jedyny wizerunek Davida Darka – statek, który zatonął wiele lat temu. Do Johna przychodzą ludzie, którzy chcą go wydobyć. Zgłaszają się do naukowca, którego wszyscy uważają za dziwaka. Ten oznajmia im, że statek przewoził azteckiego boga śmierci – Mictantecutliego, który wywołał polowania na czarownice. Aztecki bóg namawia Johna, żeby go uwolnił. W zamian oferuje mu powrót jego żony i syna. John zgadza się na to, ale Mictantecutli jednak go oszukuje. Teraz John musi powstrzymać go przed zniszczeniem świata.